# Напукло огледало
Напукло огледало (издат 1962) је криминалистички роман роман Агате Кристи објављен у Великој Британији 1962. и годину дана касније у САД-у. У се појављује детективка-почетница госпођица Марпл која решава загонетку у Сент Мери Миду.

## Радња
Џејн Марпл је пала док је шетала Сент Мери Мидом. Помогла јој је Хедер Бедкок која ју је одвела у свој дом да се одмори. Уз шољу чаја, госпођа Бедкок је испричала госпођици Марпл како је једном упознала америчку глумицу Марину Грег која се недавно преселила у ту област и купила вилу "Госингтон" од пријатељице госпођице Марпл Доли Бантри.
Марина и њен најновији супруг, филмски продуцент Џејсон Рад, организовали сју прославу у част Хитне помоћи Светог Јована. Гости су били госпођа Бантри, глумица Лола Брустер, Маринин пријатељ Ардвик Фен и госпођа Бедкок са супругом Артуром. Хедер Бедкок је салетела Марину и почела дугу причу о томе како су се упознали пре много година док је Марина била у посети Бермудима где је Хедер Бедкок у то време радила. Хедер је била болесна, али као Маринина велика обожаватељка напустила је болесничку постељу како би упознала своју омиљену звезду и добила аутограм. Госпођа Бантри која је стајала у близини приметила је чудан поглед на Маринином лицу током монолога госпође Бедкок. Недуго касније, госпођа Бедлок се срушила и умрла.
Када је госпођа Бантри препричала догађаје госпођици Марпл, она је искористила стихове из песме „Дама од Шалота“ (у којој клетва пада на јунакињу песме) да опише израз који је приметила на лицу Марине Грег.
Детектив-инспектор Дермот Кредок истражује смрт и открива да је госпођа Бедкок умрла пошто је прогутала шест пута већу од препоручене количине средства за смирење Калмо. Лек је била у даикирију, првобитно Маринином, који је Марина дала госпођи Бедкок пошто је просула своје пиће.
Кредок улази у сложену прошлост претпостављене мете Марине Грег. Како је очејнички хтела дете, она је усвојила троје деце пре него што је родила сина са психичким потешкоћама и због тога је доживела живчани слом. Једно од усвојене деце Марго Бенс била је у вили "Госингтон" на пријему. Упркос лошем осећању према својој усвојитељки, она пориче да је ставила лек Марини у пиће.
Још две особе су побијене док се истрага настављала: Радова социјална тајница Ела Зајлински умрла је од отрованог атомизера који је користила за поленску грозницу, а Маринин батлер Ђузепе је убијен те ноћи пошто је провео дан у Лондону и положио 500 фунти на свој банковни рачун. Ардвик Фен каже Кредоку да је примио телефонски позив неколико дана раније у ком га неко оптужује да је убио госпођу Бедкок и да је анонимног позиваоца препознао као Зајлинску када је кинула.
Чистачица госпођице Марпл Шери Бејкер каже да њена пријатељица Гледис, која је била послужитељка у вили "Госингтон" на пријему, верује да је Марина Грег намерно просула пиће госпође Бедкок и да је требало да се састане са Ђузепеом пре него што је он умро. Госпођица Марпл шаље Гледис на одмор у Борнмут пре него што је отпутовала у вилу "Госингтон" и открила да је Марина умрла у сну од прекомерне количине лека за спавање.
Госпођица Марпл разговара са Џејсоном Радом и објашњава њему и инспектору Кредоку како је закључила да је Марина морала да буде убица. Госпођа Бедкок је била болесна од немачких морбила када је на Бермудима потражила Маринин аутограм. Марина је, у то време у раној трудноћи, оболела од те болести што је довело до тога да се њена беба родила са инвалидитетом, а потом и до њеног живчаног слома. Израз на Маринином лицу који је госпођа Бантри приметила на свечаности изазван је због тога што је Марина док је гледала слику Мадоне са дететом на зиду иза Хедер Бадкок коначно схватила шта се догодило. Обузета осећањима, Марина је ставила Калмо у свој даикири, трзнула руком госпођу Бедкок да је натера да пролије пиће, а затим дала Хедер сопствени дрогирани коктел као замену. Да би прикрила свој злочин, Марина је покушала да убеди све да је била мета покушаја убиства. Убила је Зајлинску и Ђузепеа пошто су погодили њену умешаност, а Ђузепе ју је уцењивао.
Госпођица Марпл имплицира да верује да је Џејсон Руд дао Марину прекомерну количину лекова за спавање да би је спречио да одузме још један живот. Рад је једноставно изнео опаску о лепоти своје жене и патњи коју је претрпела док се прича завршава.

## Наслов
Наслов потиче из песме Госпа од Шалота лорда Алфреда Тенисона.
Излетео је мрежом и лебдео широм.
Напукло је огледало;
„Проклетство је стигло за мене“, повика.
Госпа од Шалота.

## Ликови
- Госпођица Марпл: старица у Сент Мери Миду која се опоравља од болести.
- Госпођа Шери Бејкер: чистачица куће госпођице Марпл.
- Џим Бејкер: Шерин муж који ради чудне послове за госпођицу Марпл.
- Госпођица Најт: неговатељица госпођице Марпл коју је послао Марплин сестрић Рејмонд Вест да помогне током њеног опоравка.
- Доли Бантри: пријатељица госпођице Марпл присутна на пријему у вили "Госингтон". Први пут се појавила у роману Тело у библиотеци.
- Др. Хејдок: Лекар госпођице Марпл у Сент Мери Миду. Први пут се појавио у роману Убиство у викаријату.
- Марина Грег: средовечна филмска звезда, која се много пута удавала и недавно се настанила у Енглеској са својим мужем да заједно снимају филм. Њено расположење се мења од срећног до узнемиреног, што њен муж мисли да је повезано са њеном глумом.
- Џејсон Рад: Грегин муж, филмски редитељ.
- Ђузепе: батлер у вили "Госингтон".
- Др. Гилкрист: Грегин лекар који живи у вили.
- Ела Зајлински: Радова тајница.
- Гледис Диксон: кројачица која ради у кантини филмског студија.
- Хедер Бадкок: добровољац за хитну помоћ Светог Јована.
- Артур Бедкок: Хедерин муж који ради у некретнинама. Био је ожењен Греговом пре него што је она постала филмска звезда и касније променила име.
- Марго Бенс: портретна фотографкиња на прослави. Грегова ју је усвојила пре него што је остала трудна.
- Лола Брустер: америчка глумица која неочекивано стиже на пријем. Била је удата за једног од Грегиних бивших мужева.
- Ардвик Фен: Американац који је некада био дивље заљубљен у Марину Грег.
- Дермот Кредок: Главни инспектор у Скотланд Јарду послат у Сент Мери Мид да реши убиство Бедкокове. Он је кумић сер Хенрија Клитеринга који је близак Марплин пријатељ. Кредок често разговара са њом о том случају. Први пут се појавио у роману Убиство је најављено.
- Вилијам Тидлер: наредник који помаже Кредоку.
- Френк Корниш: месни полицијски инспектор.

## Развој лика Марине Грег
Клиничка и огледна офталмологија је нагласила да је "Грег" презиме офталмолога који је први описао катаракте код синдрома конгениталне рубеоле Нормана Грега и описала ово као "један од [Кристиних] најсуптилнијих трагова за препознавање убице".
Званична страница имања Агате Кристи указуј да је у писању Грегове на Кристијеву „утицао“ живот америчке глумице Џин Тирни.
Тирнијева је добила немачке богиње док је била трудна са својим првим дететом током свог јединог појављивања у холивудској кантини у јуну 1943. Дете је развило синдром урођене рубеоле и рођено је прерано, премале тежине и било му је потребна потпуно давање крви. Лекари су родитељима на дан порођаја рекли да су превремени порођај и дететов психички и физички инвалидитет последица тога што је мајка оболела од немачких морбила у прва четири месеца трудноће, што је веома тешка вест за прихватање.
Глуво, делимично слепо и ометено у развоју, дете је касније смештено у психијатријску болницу. Отприлике две године након тог рођења, једна жена је тражила од Тирнијеве аутограм на пријему у врту. Жена је рекла да је изашла из карантина док је била болесна од немачких малих богиња да би посетила холивудску кантину и упознала Тирнијеву.
Тирнина прича је објављена пре него што је роман написан. Тирнијева је описала догађај у својој аутобиографији 16 година пошто је Кристијева написала роман.

## Прилагођавања

### Филм
Роман је екранизован као играни филм 1980. са Анђелом Ленсбури у улози госпођице Марпл. У филму су такође играли и Елизабет Тејлор као Марина Рад и Ким Новак као Лола Брустер, а у глумачкој постави су били и Рок Хадсон и Тони Куртис. Филм је променио бројне елементе из романа међу којима су Маринино презиме (она користи Рад, а не Грег), њени сарадници, избацивање лика Ђузепеа, додавање претњи смрћу, а између осталих измена и померање радње на 1953. годину, девет година пре објављивање књиге.
Филмски режисер и сценариста Ритупарно Гош створио је варијант Кристине приче на бенгалском језику под називом "Шубо махурат" што је ресетовало причу у филмској индустрији Калкуте. У овој екранизацији, Шармила Тагоре игра стару звезду Падмини, пандан Кристиној Марини Грег. У филму из 2003. појављује се Раки Гулзар у улози еквивалента госпођици Марпл.

### Телевизија
Роман је 1992. екранизовао ББЦ у оквиру своје серије Госпођица Марпл, а насловну улогу је играла Џоан Хиксон (у њеном последњем појављивању као Џејн Марпл). Клер Блум тумачила је Марину Грег, а Глинис Барбер Лолу Брустер. Једине велике промене биле су да Ђузепе није убијен, Артур Бедкок није бивши муж Марине Грег, убачени су надзорник Слек и наредник Лејк, а лик Хејли Престон је уклоњен. Роман је био последња екранизација за ББЦ-ову серију Госпођица Марпл. Маргарет Кортни појавила се у овој екранизацији као госпођица Најт, а претходно је глумила Доли Бантри у истоименом играном филму из 1980.
ИТВ Студио и ВГБХ Бостон произвели су још једну екранизацију 2010. за телевизијску серију Марпл у којој је глумила Џулија Мекензи као госпођица Марпл, са Џоаном Лемли која је поново тумачила улогу Доли Бантри. Линдзи Данкан тумачила је Марину Грег, а Хана Водингем као Лола Брустер. Истрагу убиства заједно са госпођицом Марпл води инспектор Хјуит кога игра Хју Боневил. Ова екранизација, иако је на крају била верна Кристином роману, укључује низ значајних промена. На неке од ових промена утицале су промене које су направљене у филму из 1980. године:
- Елино презиме је промењено из Зајлински у Блант. Разлог за њено убиство је промењен мешањем елемената из филма из 1980. и побуде Ђузепеовог убиства – Ела је покушавала да уцени убицу, али је стално звала погрешне људе јер је знала да је неко са пријема починио убиство све док није сазнала нешто што ју је навело да назове Марину и укаже шта је урадила. Њена љубав према Џејсону је остала, али није било прељубе.
- Ђузепе је изостављен из екранизације, а не спомиње се да је Инч продавао свој посао у оквиру ње.
- За разлику од филма из 1980. године, у Енглеској се снимао само један филм о Нефертити.
- Лола Брустер је удата за једног Марининог бившег мужа Винсента Хога (додатог у екранизацији.) Он је новинар, који пише неколико текстова о убиствима и који не воли Марину много. Лола је глумица и такмичила се са Марином за љубав према Џејсону који је оженио Марину због чега је она била огорчена. И Лола и Винсент су били на пријему и на снимању једног од Марининих филмова.

Роман је екранизован као епизода француске телевизијске серије Мала убиства Агате Кристи из 2017.
ТВ Асахи је екранизовао роман 2018. са Икијем Савамуром и Хитоми Куроки у главним улогама под називом Посебно драмско убиство у две вечери − Убиство велике глумице - Напукло огледало друге вечери. Прве вечери емитована је екранизација романа У 10 до 5 са Падингтона. Ова драма је променила главну улогу у главног инспектора из Токијског градског СУП-а.
Роман је такође екранизован као део корејске телевизијске серије Госпођа Ма, Немезис.

### Радио
Радио драму је урадио ББЦ 1998. Џун Витфилд је глумила госпођицу Марпл, а Гејл Ханикат Марину Грег у 90-минутној драми Мајкла Бејквела.